# Julienne Keutcha
Pour les articles homonymes, voir Keutcha.
Julienne Keutcha, née le 21 octobre 1924 à Ngwatta (Santchou, région de l'Ouest) et morte en 2000, est la première femme députée à l’Assemblée nationale du Cameroun,,.

## Biographie
Membre de l'Union nationale camerounaise, le parti du président Ahidjo, elle est active dans les cerces politiques du Cameroun autour des années de l'indépendance,,, et y reste députée durant des décennies,.
Julienne Keutcha était députée de la Ménoua. Avant elle, Julienne Niat, avait déposé sa candidature pour être membre de ATCAM (Assemblée territoriale du Cameroun), alors qu’elle est enceinte.
Sa candidature pour devenir députée attira contre elle les critiques de certains journalistes, qui l’invitèrent publiquement, dans les colonnes de la presse, à s’occuper des problèmes qui la regardaient. Le 10 avril 1960, elle devient la première et unique femme élue députée, siégeant à l'Assemblée législative du Cameroun oriental. Elle occupe cette fonction entre 1960 et 1965. Elle poursuit son parcours à l'Assemblée nationale fédérale de 1962 à 1972.

### Vie privée
Julienne Keutcha était l'épouse de Jean Keutcha.